# Општина Прунишор (Мехединци)
Општина Прунишор (рум. Comuna Prunișor) је општина у округу Мехединци у Румунији. Седиште општине је насеље Прунишор. Према попису из 2021. у општини је живело 2.129 становника.
По површини је пета највећа општина у округу Мехединци и простире на 122,54 km².

## Становништво
Општина Прунишор је на попису 2021. године имала 2.129 становника, за 100 више (+4,93%) од претходног пописа 2011. године када је било 2.029 становника. Већину становништва чине Румуни.
| Етнички састав према попису из 2021.‍ | Етнички састав према попису из 2021.‍ | Етнички састав према попису из 2021.‍ | Етнички састав према попису из 2021.‍ | Етнички састав према попису из 2021.‍ |
| ------------------------------------ | ------------------------------------ | ------------------------------------ | ------------------------------------ | ------------------------------------ |
|                                      |                                      |                                      |                                      |                                      |
| Румуни                               | Румуни                               |                                      | 1.916                                | 90,00%                               |
| Остали                               | Остали                               |                                      | 2                                    | 0,09%                                |
| Непознато                            | Непознато                            |                                      | 211                                  | 9,91%                                |

### Насеља
Општина се састоји из 15 насеља.
| Насеље           | Изворни назив | Бр. ст. (2011) | Бр. ст. (2021) |
| ---------------- | ------------- | -------------- | -------------- |
| Арватешти        |               | 33             | 25             |
| Балота           |               | 57             | 55             |
| Балтанеле        |               | 14             | 56             |
| Гарница          |               | 32             | 51             |
| Гелмеђоаја       |               | 221            | 248            |
| Гуту             |               | 78             | 43             |
| Драготешти       |               | 36             | 36             |
| Зегаја           |               | 260            | 194            |
| Иђироаса         |               | 33             | 58             |
| Лумник           |               | 134            | 129            |
| Мижарка          |               | 52             | 42             |
| Прунару          |               | 36             | 26             |
| Прунишор         |               | 524            | 597            |
| Фантана Домњаска |               | 253            | 264            |
| Червеница        |               | 266            | 305            |
| Општина Прунишор |               | 2.029          | 2.129          |

## Историјски споменици
На територији општине Прунишор заштићено је седам историјских споменика од локалног значаја.
| Историјски споменик           | Датирање  | Локација         |
| ----------------------------- | --------- | ---------------- |
| Црква Светог Николе           | 1895.     | Арватешти        |
| Црква Светих 40 мученика      | 1868.     | Драготешти       |
| Црква брвнара Светог Калиника | 19. век   | Фантана Домњаска |
| Дрвена кућа Гросуа Аурелијана | 1920.     | Фантана Домњаска |
| Црква Светих апостола         | 1863.     | Гуту             |
| Црква Светог Николе           | 1842—1889 | Прунишор         |